# 캐슬레이 자작 로버트 스튜어트
제2대 런던데리 후작 로버트 스튜어트(Robert Stewart, 2nd Marquess of Londonderry, 1769년 6월 18일 - 1822년 8월 12일)는 영국의 정치가·외교관이다. 흔히 캐슬레이 경 (Lord Castlereagh, /ˈkɑːsəlreɪ/) 혹은 캐슬레이 자작(Viscount Castlereagh)으로 불리며, 외무상으로 재임(1812년 - 1822년)하는 동안, 나폴레옹의 프랑스가 대륙 봉쇄령 등으로 영국을 위협하는 상황에서 대프랑스 동맹을 성공적으로 이끌며 나폴레옹 전쟁을 승리로 이끌고 빈 체제 성립에 기여했다.

## 생애
1798년 3월, 아일랜드 총독부 수석비서관 대리로 공직생활을 시작했다. 그 해 11월, 수석비서관으로 승진하여, 아일랜드 총독 콘월리스 후작을 보좌하게 되었다. 아일랜드의 1798년 반란을 진압하는 데 공을 세웠고, 아일랜드 문제 해결을 위하여 영국과 아일랜드의 통합을 상신했다. 캐슬레이의 이러한 노력은 1800년 6월, 통합법의 가결로 결실을 맺게 되었다.
1802년 7월, 인도부 장관으로 임명되었으며, 1804년 5월 피트 내각이 성립하자 육군상이 되었다. 육군상으로서, 영국군을 하노버에 파병하는 일을 맡았으나, 나폴레옹이 아우스터리츠 전투에서 승리하면서 이 일은 파국으로 끝났다. 이 패전으로 1806년 1월 피트가 사망하면서 내각이 붕괴되자 캐슬레이도 물러나게 되었다.
1807년, 포틀랜드 공작의 내각이 성립되자 다시 육군상으로 복귀하였다. 나폴레옹 치하의 프랑스에 대한 반감이 높은 지역에 영국군 원정대를 투입하여 프랑스를 교란시킨다는 계획을 세운 캐슬레이는 1809년, 웰링턴 공작이 이끄는 원정대를 반란 중인 에스파냐에 파견하고, 아울러 또 다른 원정대를 안트베르펜에 투입하였다. 이 중 전자의 원정대는 매우 성공적이었으나, 후자의 원정대는 재난에 가까운 파국을 맞았다.
캐슬레이의 외교 문제 개입을 못마땅하게 여기던 외무상 조지 캐닝은 캐슬레이를 웰링턴 공작으로 교체할 것을 공공연히 주장하고 나섰다. 내각 동료의 이러한 모욕 행위에 격분한 캐슬레이는 캐닝에게 결투를 신청했다. 1809년 9월 21일 치러진 결투는 전쟁 중에 내각 각료들이 결투를 했다는 점에서 엄청난 물의를 일으켰다. 비록 아무도 부상조차 당하지 않았지만, 캐슬레이와 캐닝 둘 다 내각에서 물러날 수밖에 없었다.
1812년, 캐슬레이는 외무상으로 다시 입각했고, 이로부터 10년 동안 그의 빛나는 외교적 업적이 이뤄졌다. 1814년 3월 체결된 쇼몽 조약은 대프랑스 동맹의 동맹국들이 개별적으로 프랑스와 강화하는 것을 금지하는 것에 합의하는 데 성공했다. 이는 결국 나폴레옹의 몰락을 가져왔다.
이어 나폴레옹 전쟁의 뒷처리를 위해 소집된 빈 회의에서 캐슬레이는 실리상으로는 그다지 중요할 것이 없었던 노예무역의 금지를 제외한 거의 모든 합의에서 영국의 입장을 관철하는 데 성공했다. 가장 큰 외교적 승리는 바르샤바 대공국이 통째로 러시아에 흡수되는 것을 저지하고, 아울러 작센 공국이 역시 통째로 프로이센에 흡수되는 것을 저지한 것이다. 회의의 주재자는 메테르니히였지만, 오스트리아가 프로이센과 러시아의 연합세력에 맞서 큰 목소리를 낼 수 없다는 점을 간파한 캐슬레이는 프랑스의 탈레랑과 연합하여 전쟁 위협을 무릎쓰면서 프로이센과 러시아의 요구를 물리쳤다.
그러나 이후 영국은 에스파냐 반란과 나폴리 반란 등 빈 체제에 도전하는 자유주의 운동에 대응하는 문제로 고립되었다. 캐슬레이는 나폴리 반란 문제와 관련한 트로파우 회의와 라이바흐 회의에 절대로 강대국이 개입하도록 허용해서는 안 된다는 훈령을 내렸으나, 뜻대로 되지 않았고 영국과 프랑스는 의정서의 서명을 거부했다. 결국 사태는 오스트리아의 개입으로 종결되었다.
에스파냐 반란 문제가 나폴리 반란의 처리의 전철을 밟을 것을 우려한 캐슬레이는 이를 논의하기 위한 베로나 회의에 직접 참석할 뜻을 굳혔다. 그러나 이 시기에 캐슬레이는 그리스 독립 전쟁을 묵살하는 정책을 채택한 것을 둘러싸고 바이런 등 국내의 자유주의자들로부터 맹렬한 비난에 직면해 있었다. 1821년경 부친 런던데리 후작 로버트 스튜어트 사후 작위를 이어받았으나 이미 신경쇠약과 과대망상의 조짐을 보이고 있던 런던데리의 정신상태는 1822년경 그 증세가 더욱 심해졌고, 결국 그 해 8월 12일 자살로 생을 마감했다.